# Ranunculus pacificus
Ranunculus pacificus là một loài thực vật có hoa trong họ Mao lương. Loài này được (Hult�n) L.D. Benson miêu tả khoa học đầu tiên năm 1948.